# Saint-Baudel
Saint-Baudel è un comune francese di 298 abitanti situato nel dipartimento del Cher, nella regione del Centro-Valle della Loira.

## Società

### Evoluzione demografica
Abitanti censiti